# Stenogaster flavifrons
Stenogaster flavifrons är en getingart som beskrevs av Vecht 1975. Stenogaster flavifrons ingår i släktet Stenogaster och familjen getingar. Inga underarter finns listade i Catalogue of Life.